# Teretrius alfierii
Teretrius alfierii är en skalbaggsart som beskrevs av Maurice Pic 1910. Teretrius alfierii ingår i släktet Teretrius och familjen stumpbaggar. Inga underarter finns listade i Catalogue of Life.